# Метнюв
Метнюв (пол. Mietniów) — село в Польщі, у гміні Величка Велицького повіту Малопольського воєводства.
Населення — 1067 осіб (2011).

## Демографія
Демографічна структура станом на 31 березня 2011 року:
|          | Загалом | Допрацездатний вік | Працездатний вік | Постпрацездатний вік |
| -------- | ------- | ------------------ | ---------------- | -------------------- |
| Чоловіки | 505     | 114                | 353              | 38                   |
| Жінки    | 562     | 139                | 337              | 86                   |
| Разом    | 1067    | 253                | 690              | 124                  |